# Локалита Бардела 1 (Асти)
Локалита Бардела 1 је насеље у Италији у округу Асти, региону Пијемонт.
Према процени из 2011. у насељу је живело 200 становника. Насеље се налази на надморској висини од 301 м.